# Edwin Hanson Webster
Edwin Hanson Webster (ur. 31 marca 1829, zm. 24 kwietnia 1893) – amerykański prawnik i polityk. W latach 1859–1865 był przedstawicielem drugiego okręgu wyborczego w stanie Maryland w Izbie Reprezentantów Stanów Zjednoczonych.